# وانسا راکجیان
وانسا راکجیان (ارمنی: Վանէսա Ռաքէջյան؛ زادهٔ ۳۱ ژوئیهٔ ۱۹۷۶ زاده مارسی) ورزشکار اسکی آلپاین زن اهل ارمنستان است که در بازی‌های المپیک زمستانی ۲۰۰۲ در رشته اسکی آلپاین به رقابت پرداخت. وی پرچم‌دار کاروان ارمنستان در مراسم افتتاحیه بازی‌های المپیک زمستانی ۲۰۰۲ بود.

## نتایج مهم
- اسکی مارپیچ بزرگ، زنان (بازی‌های المپیک) ۴۷ام
- اسکی مارپیچ کوچک، زنان (بازی‌های المپیک) ۲۹ام